# Atletismo nos Jogos Pan-Americanos de 1967 - Lançamento de martelo masculino
A prova do lançamento de martelo masculino nos Jogos Pan-Americanos de 1967 foi realizada em Winnipeg, Canadá.

## Medalhistas
| Ouro                        | Prata                     | Bronze                          |
| Tom Gage USA Estados Unidos | Enrique Samuells CUB Cuba | George Frenn USA Estados Unidos |

## Resultados
| Posição           | Nome              | Nacionalidade      | Marca | Notas |
| ----------------- | ----------------- | ------------------ | ----- | ----- |
| Medalha de ouro   | Tom Gage          | USA Estados Unidos | 65.32 |       |
| Medalha de prata  | Enrique Samuells  | CUB Cuba           | 64.66 |       |
| Medalha de bronze | George Frenn      | USA Estados Unidos | 64.08 |       |
| 4                 | José Vallejo      | ARG Argentina      | 60.32 |       |
| 5                 | Roberto Chapchap  | BRA Brasil         | 55.62 |       |
| 6                 | Michael Cairns    | CAN Canadá         | 55.18 |       |
| 7                 | Gary Salmond      | CAN Canadá         | 54.30 |       |
| 8                 | Marcelino Borrero | COL Colômbia       | 53.62 |       |